# Mohamed Khalfi
Mohamed Khalfi (ur. 1938 w Casablance, zm. 22 grudnia 2003 w Rabacie) – marokański piłkarz grający na pozycji napastnika, a później trener piłkarski. Reprezentant kraju.

## Kariera piłkarska

### Kariera klubowa
Mohamed Khalfi zaczynał karierę w 1957 roku w Wydadzie Casablanca. 1 lipca 1959 roku przeniósł się do Francji, do Olympique Alès. Rozegrał tam 58 meczów i strzelił 22 bramki. 1 lipca 1961 roku został zawodnikiem Montpellier HSC. Rozegrał tam 8 meczów. 1 lipca 1963 roku ponownie został zawodnikiem Wydadu. Karierę kończył tam w 1953 roku.

### Kariera reprezentacyjna
Mohamed Khalfi zadebiutował w ojczystej reprezentacji 30 października 1960 roku w meczu przeciwko Tunezji, wygranym 2:1. W tym spotkaniu strzelił gola. Kolejną bramkę strzelił 28 maja 1961 roku w meczu przeciwko Ghanie, wygranym 1:0. Łącznie Mohamed Khalfi rozegrał w reprezentacji 5 meczów i strzelił 2 gole.

## Kariera trenerska
Mohamed Khalfi rozpoczął trenowanie Wydadu Casablanca 1 lipca 1974 roku, a zakończył 5 lat później. W 1978 roku zdobył puchar kraju.

## Życie prywatne i śmierć
Mohamed Khalfi miał także obywatelstwo francuskie. Zmarł po ciężkiej chorobie, uroczystości pogrzebowe odbyły się w Casablance.